# SIBS
SIBS - Forward Payment Solutions S.A., anteriormente denominada SIBS - Sociedade Interbancária de Serviços S.A., es una empresa portuguesa que desarrolla, en varias geografías, su actividad dentro de los servicios financieros, en particular en el área de los pagos. Sus servicios son usados por más de 300 millones de usuarios, estableciéndose cómo uno de los principales procesadores de pagos de Europa. Tiene su sede social en Lisboa y su presidenta es Madalena Cascais Tomé.
Es la empresa responsable de la gestión de las redes Multibanco (1985) y ATM Express, donde gestiona desde los cajeros automáticas a los medios online y de terminales móviles (donde oferta el servicio MB Way).
Opera en los siguientes países: Portugal, Argelia, Angola, Malta, Mozambique, Nigeria, Polonia, Rumania, entre otros.

## Otras aplicaciones de pagos al instante
Los sistemas MBWay, Bizum y Bancomat son interoperables desde 2023. En abril de 2025 se realizó la integración internacional definitiva de las aplicaciones española (Bizum), italiana Bancomat y portuguesa MBWay (SIBS), que admitirían pagos internacionales. El wero, creado en 2024, se considera similar al servicio de pago alemán Giropay, el español bizum, el italiano Bancomat, el portugués (MBWay), el sueco Swish, y el suizo Twint con diferentes implantaciones regionales europeas.